# كأس لبنان للسيدات 2016–17
كأس لبنان للسيدات 2016–17 هي النسخة التاسعة من كأس لبنان للسيدات، أعلى بطولة كأس كرة قدم نسائية للأندية في لبنان.
لعبت البطولة بين 4 و14 تموّز 2017 بمشاركة 8 فرق، وحقق اللقب ذوق مصبح بعد فوزه 4–1 في النهائي على نجوم الرياضة.

## ربع النهائي
شارك في ربع النهائي 8 فرق، وتأهل منها 4 فرق إلى نصف النهائي. لعبت المباريات في 4 و6 تمّوز2017.
| رقم المباراة | الفريق المضيف |     | الفريق الضيف        |
| ------------ | ------------- | --- | ------------------- |
| 1            | بيريتوس       | 7–0 | أكاديمية الفتاة     |
| 2            | نجوم الرياضة  | 6–1 | الإخاء الأهلي عاليه |
| 3            | السلام زغرتا  | 6–2 | يونايتد طرابلس      |
| 4            | ذوق مصبح      | 5–1 | أكاديمية بيروت      |

## نصف النهائي
شارك في نصف النهائي 4 فرق، وتأهل منها فريقين إلى النهائي. لعبت المباريات في 9 تمّوز 2017.
| رقم المباراة | الفريق المضيف | النتيجة | الفريق الضيف |
| ------------ | ------------- | ------- | ------------ |
| 1            | ذوق مصبح      | 4–2     | السلام زغرتا |
| 2            | نجوم الرياضة  | 3–1     | بيريتوس      |

## النهائي
شارك في النهائي ناديي نجوم الرياضة وذوق مصبح، وهما نفس الفريقين الذين شاركا في النسخة السابقة. لعبت المباراة في 14 تموّز 2017.
| رقم المباراة | الفريق المضيف | النتيجة | الفريق الضيف |
| ------------ | ------------- | ------- | ------------ |
| 1            | ذوق مصبح      | 4–1     | نجوم الرياضة |